# Two of a Kind (musikalbum)
Two of a Kind är ett duettalbum av Porter Wagoner och Dolly Parton, släppt i februari 1971. Det nådde topplaceringen # 13 på USA:s countryalbumlistor. Inga singlar släpptes från albumet. Låten "The Pain of Loving You" släpptes 1972 som B-sida till "The Right Combination" från albumet med samma namn.)
"Curse of the Wild Weed Flower" är en anti-marijuana-låt, droger var vid den tiden ovanligt tema inom countrylåtar.
Dolly Parton gjorde senare en nyinspelning av "The Pain of Loving You" med Linda Ronstadt och Emmylou Harris, på albumet Trio 1987.
Texthäftet skrevs av Don Howser, länge annonsför för The Porter Wagoner Show.

## Låtlista
1. "The Pain Of Loving You" (Porter Wagoner, Dolly Parton)
2. "Possum Holler" (Dallas Frazier)
3. "Is It Real" (Parton)
4. "Flame" (Parton)
5. "Fighting Kind" (Parton)
6. "Two Of A Kind" (Wagoner, Parton)
7. "All I Need Is You" (Betty Jean Robinson)
8. "Curse Of The Wild Weed Flower" (Parton, Louise Owens)
9. "Today, Tomorrow & Forever" (Bill Owens)
10. "There'll Be Love" (Wagoner, Parton)